# Passo Laspi

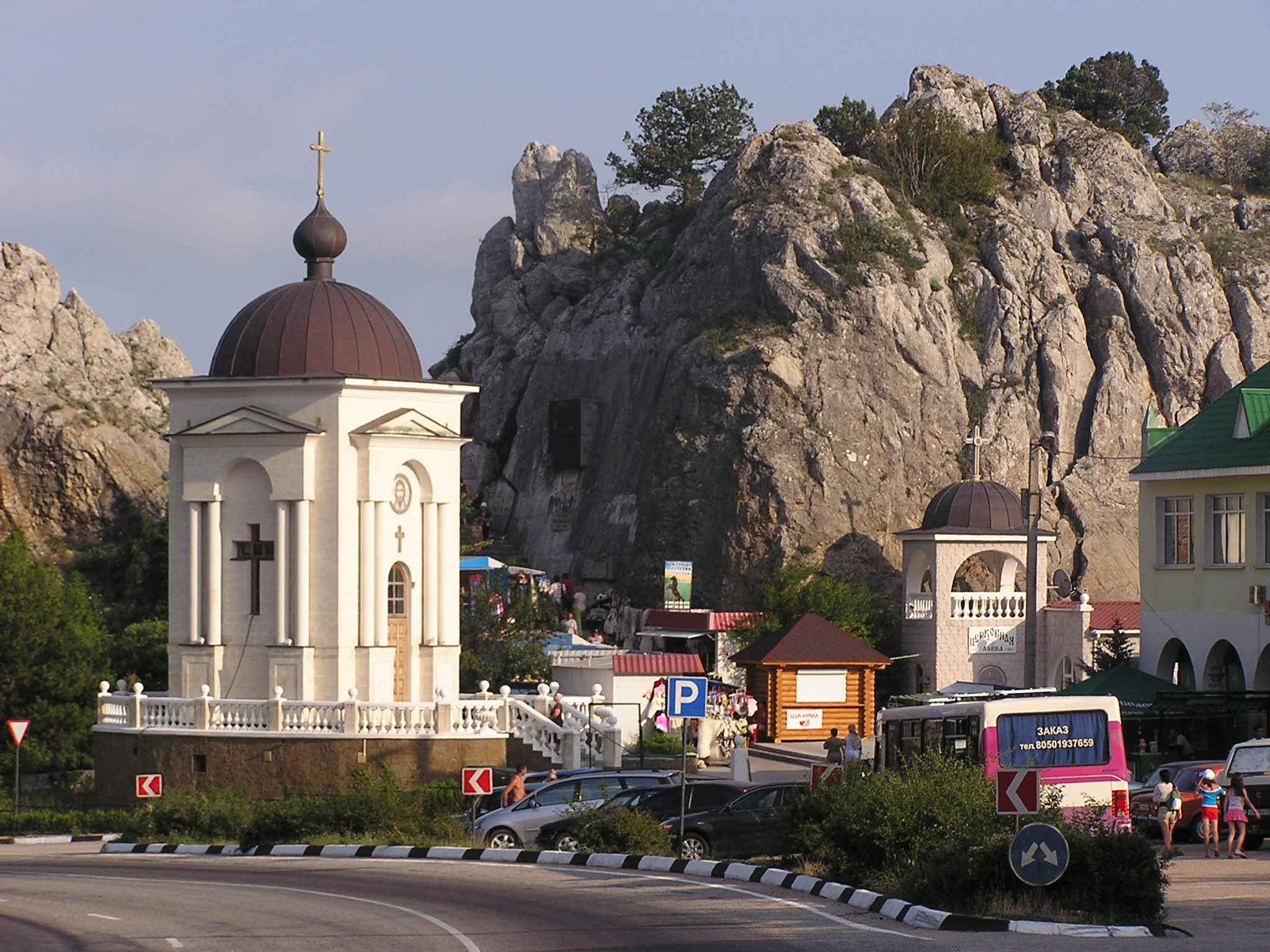
La cappella della Natività al Passo Laspi

Il passo Laspi (in lingua russa: Ласпинский перевал, Laspiskij pereval), posto a 329 m s.l.m., rappresenta il punto di maggior elevazione della strada che collega Jalta con Sebastopoli, lungo la costa meridionale della Crimea. La strada era in passato indicata come H19; oggi è stata ridenominata in 67K-1.
Il passo è situato nel punto in cui la strada entra nella zona boscosa dei Monti della Crimea, nei pressi del villaggio di Tylove. Dal passo Laspi si gode la vista sul Capo Aya e sulla baia di Lapi nel Mar Nero, situati 700 m più a sud. Il passo è sovrastato da un'imponente massa rocciosa chiamata roccia di Nikolai Garin-Mikhailovsky, in onore dello scrittore russo che contribuì alla realizzazione della strada.
Nel 2003, sul passo è stata edificata una cappella ortodossa ucraina per commemorare i duemila anni della natività di Cristo.
A poca distanza, sulla vecchia strada, è posto il Passo Baydar, ormai poco utilizzato, dopo l'apertura della nuova variante che utilizza il nuovo valico di Laspi.